# NGC 6546
NGC 6546 (другие обозначения — OCL 24, ESO 521-SC29) — рассеянное скопление в созвездии Стрелец.
Этот объект входит в число перечисленных в оригинальной редакции «Нового общего каталога».